# 2009年斯坦科维奇洲际篮球冠军杯
2009年斯坦科维奇洲际篮球冠军杯是第五届斯坦科维奇杯，于2009年8月28日-8月31日在江苏省昆山市举行。此次参加斯杯的球队有中国、澳大利亚、安哥拉和土耳其4支男篮。其中土耳其更将斯杯看成了9月欧锦赛前的重要热身赛，土耳其此次来华的另一个目的是推销2010年的世锦赛。作为非洲冠军的代表安哥拉队在第二场比赛中，只得37分一举打破斯杯史上单场得分的最低纪录。冠军争夺战在澳洲队与土耳其队之间进行，澳大利亚队最终以69-52击败土耳其，首次夺得斯杯冠军。

## 参赛球队
- 中国（亞洲）
- 安哥拉（非洲）
- （大洋洲）
- 土耳其（歐洲）

## 赛程
8月28日
- 土耳其 54:70 澳大利亚
- 中国 88:62 安哥拉

8月29日
- 安哥拉 37:60 土耳其
- 澳大利亚 76:74 中国

8月30日
- 澳大利亚 70:60 安哥拉
- 中国 79:81 土耳其

8月31日
- 中国 58:50 安哥拉 (季军战)
- 澳大利亚 69:52 土耳其 (冠军战)

## 排行榜
- 单循环赛阶段

| 排名 | 球隊   | 比賽 | 勝 | 負 | 積分 |
| ---- | ------ | ---- | -- | -- | ---- |
| 1    |        | 3    | 3  | 0  | 6    |
| 2    | 土耳其 | 3    | 2  | 1  | 5    |
| 3    | 中国   | 3    | 1  | 2  | 4    |
| 4    | 安哥拉 | 3    | 0  | 3  | 3    |

- 最终排名

| 排名 | 球隊   |
| ---- | ------ |
| 1    |        |
| 2    | 土耳其 |
| 3    | 中国   |
| 4    | 安哥拉 |

## 外部連結
2009年斯坦科维奇洲际篮球冠军杯官方网站（页面存档备份，存于）